# Pandan Rejo
Pandan Rejo is een bestuurslaag in het regentschap Pasuruan van de provincie Oost-Java, Indonesië. Pandan Rejo telt 2434 inwoners (volkstelling 2010).